# Arheološko najdišče pristanišče Valongo
Pristanišče Valongo (portugalsko Cais do Valongo) je stari dok v pristaniškem območju Ria de Janeira, med sedanjima ulicama Coelho e Castro in Sacadura Cabral. Zgrajeno leta 1811, je bilo kraj iztovarjanja in trgovanja zasužnjenih Afričanov do leta 1831, z blokado Afrike, ki je prepovedala atlantsko trgovino s sužnji v Brazilijo (vendar je brazilska vlada še naprej zatiskala oči pred trgovino do leta 1850).
V dvajsetih letih delovanja je v Valongo pristalo od 500 tisoč do milijon sužnjev. Brazilija je preko atlantske trgovine prejela okoli 4,9 milijona sužnjev.
Leta 1843 je bil pomol prenovljen za pristanek princese Tereze Cristine Bourbonske-Dve Sicilije, ki naj bi se poročila s cesarjem D. Petrom II. Pristanišče se je takrat imenovalo Cais da Imperatriz (Cesaričin pomol).
Med letoma 1850 in 1920 je območje okoli starega pomola postalo prostor, ki so ga zasedli temnopolti sužnji ali osvobojenci več narodov – območje, ki ga je Heitor dos Prazeres imenoval Pequena África (Mala Afrika).

## Zgodovina
Do sredine 1770-ih so se sužnji izkrcali na Praia do Peixe, danes imenovani Praça 15, in z njimi trgovali na Rua Direita (danes Rua 1º de Março), v središču Ria de Janeira, na očeh. Leta 1774 je nova zakonodaja določila prenos tega trga v regijo Valongo na pobudo drugega markiza Lavradia, dom Luís de Almeida Portugal Soares de Alarcão d'Eça e Melo Silva Mascarenhas, brazilski podkralj, zaskrbljen na »Grozna navada, da takoj, ko se črnci izkrcajo v pristanišču z afriške obale, vstopijo v mesto skozi glavne javne vpadnice, ne le obremenjeni z nešteto boleznimi, ampak goli.«
Tržnico so prenesli, pomol pa še ni bil zgrajen, alternativa pa je bila, da bi sužnje izkrcali na carini in jih takoj s čolnom poslali v Valongo, s katerega bi skočili direktno na plažo. Leta 1779 se je trgovina s sužnji dokončno ustalila na območju Valongo, kjer je dosegla vrhunec med letoma 1808 s prihodom portugalske kraljeve družine in leta 1831, ko je bila trgovina s sužnji v Brazilijo prepovedana in se je izvajala tajno.
Od leta 1808 se promet skoraj podvoji, po rasti mesta, ki se po selitvi portugalskega dvora v Brazilijo s 15 tisoč poveča na 30 tisoč prebivalcev. Vendar pa je bil pomol zgrajen šele leta 1811 in pristanek je bil opravljen neposredno na Valongo. Od leta 1811 do 1831 je tam pristalo od 500.000 do milijon sužnjev. Ob koncu 1820-ih je bila trgovina s sužnji v Brazilijo na vrhuncu. Rio de Janeiro je bil tedaj pomembna komercialna trgovska točka s sužnji, Valongo pa je bil glavni prehod za črnce iz Angole, Vzhodne in Srednje Zahodne Afrike - medtem ko so v Maranhão in Bahio prihajale ladje iz Gvineje oziroma Zahodne Afrike.
Leta 1831 je bila pod pritiskom Anglije prepovedana čezatlantska trgovina s sužnji in Valongo zaprt. Trgovci so nato nadaljevali z iztovarjanjem v tajnih pristaniščih.
Leta 1843 so na doku Valongo naredili 60 centimetrov debel nasip za gradnjo novega sidrišča, ki naj bi sprejelo princeso Terezo Cristino, bodočo ženo D. Petra II. Pristanišče so nato preimenovali v Cais da Imperatriz. Toda tudi to bi bilo sčasoma pokopano leta 1911, med urbanistično reformo, ki jo je izvedel župan Pereira Passos.

## Odkrivanje in raziskovanje
Leta 1996 so odkritja na Rua Pedro Ernesto 36 razkrila lokacijo pokopališča sužnjev (Cemitério dos Pretos Novos, evfemizem, ker ni bilo dejanskega pokopa); tu so bili pokopani predvsem zelo mladi Afričani, ki so umrli na prehodu ali kmalu po prihodu v pristanišče. Je največje ameriško pokopališče sužnjev z 20.000 do 30.000 pokopi.
Leta 2010 je občina Rio de Janeiro začela predhodne arheološke raziskave za projekt Porto Maravilha na Praça Jornal de Comércio. Območje je bilo v lokalni tradiciji še vedno znano kot kraj, kjer so razkladali ladje s sužnji. Pristanišče so odkrili leta 2011.
To arheološko najdišče je sestavljeno iz več plasti tlakovcev, od katerih je najstarejša opredeljena kot pomol za suženjske ladje v slogu pé de moleque. Ta kompleks, ki je bil zgrajen od leta 1811, vključuje ostanke drenažnega jarka, ulico, ki vodi do pomola in dve tlakovani stopnici. Ti so bili del stopnišča, po katerem so sužnji šli na kopno.
Tlakovanje pé de moleque, značilno za tisti čas, je služilo svojemu namenu: brez malte so delavci polagali hišne kamne različnih vrst in velikosti neposredno v pesek in ohranjali naravni profil terena, tako da je deževnica dobro odtekala. Od prvotne gradnje na sosednji ulici je bilo mogoče najti le zbito zemljo in niz štirih lesenih stebrov - premalo, da bi lahko interpretirali najdbe (morda primitivna zaklonišča).
Med izkopavanjem Valongo Quaya so odkrili več kot 400.000 artefaktov, amuletov in predmetov čaščenja iz Konga, Angole in Mozambika.. Afriški sužnji, ki so prispeli sem, niso imeli skoraj nobenih dragocenih materialnih dobrin, ampak so nosili nakit iz perl, semenskih strokov, školjk kavrija, koral in drugih materialov. Zanimanje afriških sužnjev za nakit dokumentirajo tudi sodobni viri in je bil način, da so se dojemali kot ljudi v tem bednem položaju. Te majhne najdbe so skrbno ovrednotene. Omogočajo sklepanje o regijah izvora Afričanov. Nekateri artefakti so imeli magični ali apotropejski pomen. Steklene perle in podobno so verjetno podarili lastniki sužnjev, vendar so jih sužnji na novo interpretirali.
- Trg sužnjev, Rua do Valongo (Jean-Baptiste Debret)
- Trg sužnjev, Rua do Valongo (Jean-Baptiste Debret)
- Trg sužnjev, Rua do Valongo (Augustus Earle)

## Sprejem
Julija 2012 je bil pomol Valongo obredno opran, slovesnost Candomblé, ki so se je udeležili arheologi in predstavniki mestne vlade in ki jo mnogi prebivalci Ria de Janeira štejejo za pomembno. Od takrat je obred (lavagem) vedno potekal drugo soboto v juliju. Namenjen je olajšanju bremena bolečine in strahu, ki je posledica travmatičnih izkušenj na tem mestu.

## Vpis na Unescov seznam svetovne dediščine
IPHAN in mesto Rio de Janeiro sta arheološko najdišče pomola vpisala na Unescov poskusni seznam svetovne dediščine. Leta 2017 je bil pomol uradno razglašen za območje svetovne dediščine. Do leta 2022 brazilska vlada na mestu še ni postavila spomenika, a je naredila nekaj korakov za ozaveščanje o njegovem pomenu.